# Tempelj Bút Tháp
Tempelj Bút Tháp (vietnamsko Chùa Bút Tháp, chữ Hán: 寧福寺, Ninh Phúc tự) je budistični tempelj v bližini nasipa reke Đuống, okrožje Thuận Thành, provinca Bắc Ninh, Vietnam. Tempelj se popularno imenuje tudi tempelj Nhạn Tháp. Tempelj je bil zgrajen v 13. stoletju. V templju je največji kip Quan Âm s tisoč očmi in tisoč rokami. Tempelj Bút Tháp je eden najbolj znanih templjev v Vietnamu. V notranjosti so različni dragoceni starodavni predmeti in kipi, ki veljajo za vietnamske mojstrovine lesorezbarstva iz 17. stoletja. V istem času je tempelj postal znan po častitem opatu in zenovskem mojstru Chuyếtu Chuyếtu (thiền sư Thích Chuyết Chuyết) 1590–1644.
Kompleks ima 10 stavb, ki se razprostirajo na 100 metrih od treh vhodnih vrat do zvonika in zadnje hiše. V templju je več kot 50 kipov različnih velikosti, vključno s triadnim Budo, Manjusrijem (Văn Thù) na modrem levu in Samantabhadro (Phổ Hiền) na belem slonu. Najbolj izjemen je Quan Âm s tisoč rokami in tisoč očmi, ki ga opisujejo kot kiparsko mojstrovino Vietnama.
Arhitektura, kiparstvo in dekoracija templja so bili izključno omejeni na 17. stoletje, zato je bil najboljši nedotaknjen in tipičen primer vietnamske klasične budistične umetnosti.